# La Chapelle-du-Lou
Chapelle-du-Lou (bret. Chapel-al-Loc'h) – miejscowość i dawna gmina we Francji, w regionie Bretania, w departamencie Ille-et-Vilaine. W 2013 roku jej populacja wynosiła 853 mieszkańców. 
W dniu 1 stycznia 2016 roku z połączenia dwóch ówczesnych gmin – La Chapelle-du-Lou oraz Le Lou-du-Lac – utworzono nową gminę La Chapelle du Lou du Lac. Siedzibą gminy została miejscowość La Chapelle-du-Lou. 